# 汉比
在苏美尔和阿卡德神话中汉比(Hanbi )或汉帕(Hanpa)是帕祖祖、恩基和胡姆巴巴(Humbaba)的父亲。除了与帕祖祖的关系外，很少有人知道这个角色。

## 参阅文献
1. ↑  . Sarissa.org.   [2010-09-12]. （原始内容存档于2010-12-20）.